# 성 야고보 대성당 (리가)

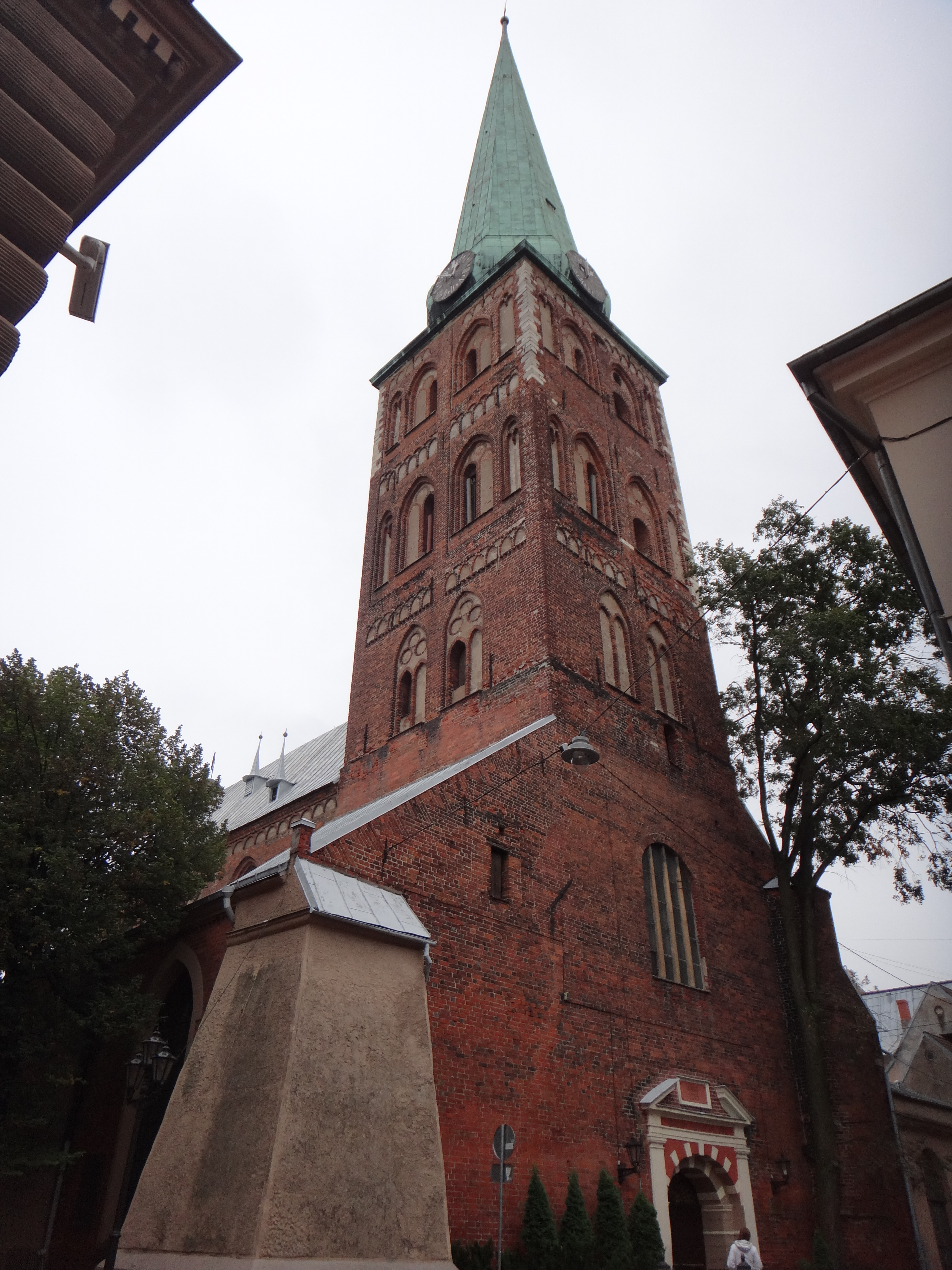
성 야고보 대성당

성 야고보 대성당(라트비아어: Svētā Jēkaba katedrāle)은 라트비아 리가에 있는 가톨릭 대성당이다. 사도 야고보에게 헌정되었다. 이 건물은 유네스코 세계유산으로 지정된 리가 역사 지구의 일부이며, 라트비아 국회의사당 맞은편에 있다.

## 역사
교회 건물은 1225년에 헌납되었다. 리가 대성당이 대성당 기능을 했기 때문에 대성당이 아니었다. 15세기 초에 초기 고딕 양식의 교회 남쪽 끝에 홀리 크로스 예배당이 지어졌고, 교회의 일부는 바실리카로 변형되었다.
1522년 종교 개혁 당시 이 건물은 리가에서 두 번째 독일어 루터 교회당이 되었다. 1523년에는 리가의 첫 번째 라트비아어 루터 교회당이 되었다.
1582년 폴란드-리투아니아 연방의 스테판 바토리가 리가를 장악했을 때 반종교 개혁의 일환으로 예수회에 주어졌다. 1621년 구스타브 2세 아돌프가 리가를 점령한 후 루터교에 반환되었다. 그 후 여러 차례 스웨덴어, 독일어, 에스토니아어 루터교 교회로 사용되었다. 1710년 러시아 점령 후에도 독일어로 된 종교 예배는 계속 허용되었다. 1812년 나폴레옹 군대가 밀가루 및 식량 창고로 사용했다. 그 기간인 1812년 6월부터 11월까지 성 베드로 교회에서 미사를 했다.
1901년에 리가에서 가장 오래된 바로크 제단(1680년 건축)이 새 제단으로 교체되었다. 1923년 라트비아 교회 재산 국민투표에 따라 이 건물은 리가 대성당이 복음 루터교 성당이 되었기 때문에 가톨릭 성당으로 사용하기 위해 가톨릭 신자들에게 반환되었다. 첫 번째 가톨릭 미사는 1924년 5월 3일에 리가 가톨릭 대주교인 안토니스 스프링고비치에 의해 거행되었다. 성 야고보 가톨릭 교구는 1947년 4월 18일에 안토니스 스프링고비치 대주교가 설립하였다.